# Paul Aijirō Yamaguchi

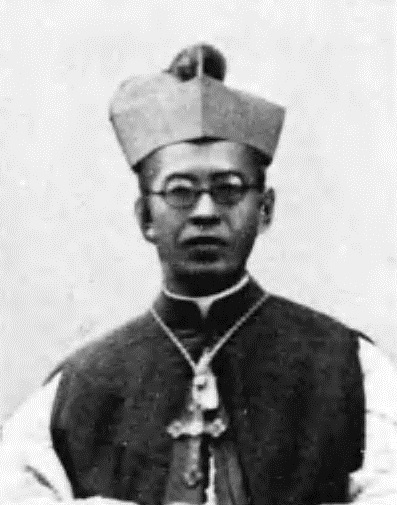

Paul Aijirō Yamaguchi (japanisch パウロ 山口 愛次郎 Pauro Yamaguchi Aijirō; * 14. Juli 1894 in Urakami; † 24. September 1976) war ein japanischer Erzbischof der römisch-katholischen Kirche.

## Leben
Yamaguchi wurde im Kreis West-Sonogi von Nagasaki, nun Teil der Stadt Nagasaki geboren. Er studierte an der Universität Urbino in Rom und wurde dort am 24. Dezember 1923 zum Priester geweiht. Nach seiner Rückkehr 1924 wurde er Priester an der Tainoura Kirche in Shin-Kamigotō auf den Gotō-Inseln. 1926 folgte die Ernennung zum Professor an der Katholischen Universität Nagasaki. 1930 wurde er Pfarrer an der Nakamachikirche in Nagasaki. Papst Pius XII. ernannte ihn am 9. November 1936 zum Apostolischen Präfekten der Apostolischen Präfektur Kagoshima und am 1. Juli 1937 zum Bischof von Nagasaki. Am 7. November 1937 weihte ihn Paolo Marella, der Apostolische Delegat von Japan, unter Assistenz von Jean-Baptiste-Alix Chambon MEP, Erzbischof von Tokio, und Albert Henri Charles Breton MEP, Bischof von Fukuoka, zum Bischof.
Im August 1943 wurde Bischof Yamaguchi von der Zivilverwaltung der Südwestflotte der Kaiserlichen Japanischen Marine zur Insel Flores in Niederländisch-Indien geschickt. Flores hatte eine katholische Bevölkerung und der Bischof warb für eine milde Behandlung gegenüber der lokalen Bevölkerung.
Nach Ende des Krieges kehrte er in das von der Atombombe zerstörte Nagasaki zurück und leitete den Wiederaufbau der zerstörten Kirchen ein. 1948 wurde er in einer außerordentlichen Sitzung zum Mitglied der Nagasaki City Public Safety Commission ernannt, welche Reformen der Polizeiverwaltung überwachen sollte. Als das Bistum zum Erzbistum erhoben wurde, wurde er zum ersten Erzbischof. Am 8. Juni 1962 leitete er eine Messe zur Heiligsprechung der Märtyrer von Nagasaki. Von 1962 bis 1965 nahm er an drei Sitzungen des Zweiten Vatikanischen Konzils teil. Am 19. Dezember 1968 versetzte Papst Paul VI. ihn in den Ruhestand und ernannte ihn zum Titularerzbischof pro hac vice von Massa Lubrense. Hiervon trat er am 4. Februar 1971 zurück.